# Krönung Mariens

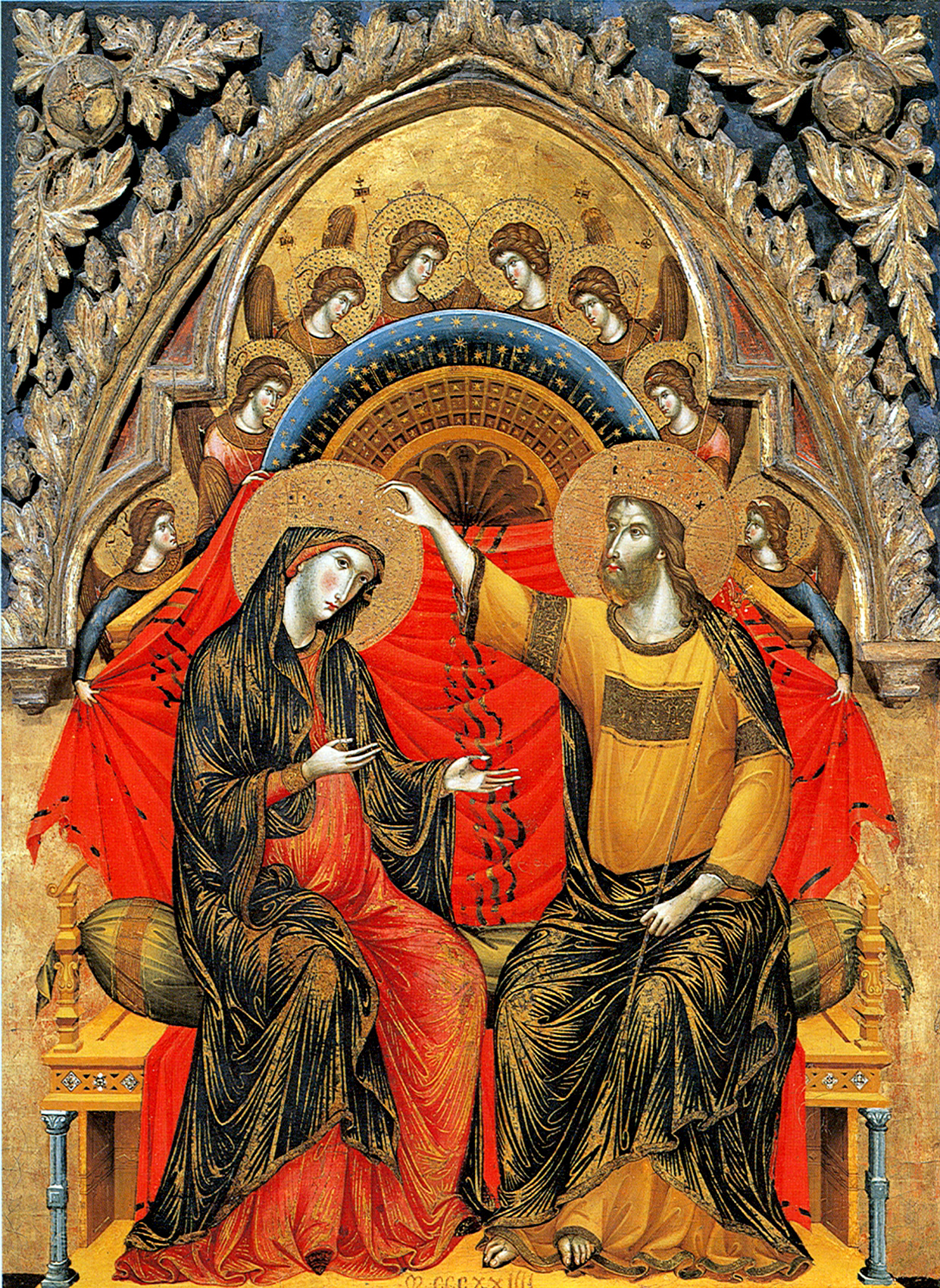
Marienkrönung vom Meister der Washingtoner Marienkrönung (vielleicht Paolo Veneziano), um 1324

Die Krönung Mariens ist nach der Vorstellung der katholischen Kirche die Krönung Marias, der mit Leib und Seele in den Himmel aufgenommenen Mutter des Herrn, im Himmel. Mit der Vorstellung von der Krönung Marias verbindet sich ihre Anrufung als „Königin“, „Himmelskönigin“ oder „Königin der Engel“. Solche Zusätze (Epitheta) finden seit dem 12. Jahrhundert eine weite Verbreitung in den marianischen Hymnen und Gebeten der Kirche, aber auch in Predigten und in der theologischen Literatur.

## Biblische Quellen
Als biblische Grundlegung der Vorstellung, dass Maria im Himmel gekrönt wurde, zogen die Theologen des Mittelalters Verse aus dem Hohelied und den Psalmen heran, die mariologisch gedeutet wurden:
In dem Vers „Komm doch mit mir, meine Braut, vom Libanon, weg vom Libanon komm du mit mir!“ (Hld 4,8 ) identifiziert die allegorische Exegese den sprechenden Bräutigam mit Christus, der die im Text angesprochene „Schwester Braut“, zu sich ruft, um sie an seiner himmlischen Herrschaft teilhaben zu lassen. Dass Christus seine Mutter zur Teilhaberin an seiner Herrschaft macht, wird auch aus dem Vers „(…) die Braut steht dir zur Rechten im Schmuck von Ofirgold.“ (Ps 45,10 ) abgeleitet.
Als typologische Vorbilder der Marienkrönung aus dem Alten Testament wurden unter anderem der König Salomo und seine Mutter Batseba gesehen. Nach dem ersten Buch der Könige (1 Kön 2,19 ) ließ der König seine Mutter auf einem Thron zu seiner Rechten Platz nehmen – genau wie Christus, der Antitypos des Salomo, seiner Mutter den Platz zu seiner Rechten im Himmel zugewiesen hat.
Die neuere Theologie sieht in Maria vor allem das Urbild des glaubenden Menschen. Entsprechend wird die Vorstellung von einer Krönung Marias durch Christus oder den dreifaltigen Gott weniger als eine exklusive Aussage über Maria als Person interpretiert, sondern als Hinweis darauf verstanden, dass alle Gläubigen (alle Menschen) vor Gott eine königliche Würde besitzen und daher in der kommenden Welt in „Throngemeinschaft“ mit Gott leben dürfen. 
Die Krönung Mariens ist der Festinhalt des gebotenen Gedenktags Maria Königin am 22. August.

## Ikonografie
Zeitgleich mit der Vorstellung einer Krönung Marias wurde die Marienkrönung auch zu einem wichtigen Thema der bildenden Kunst.

### Krönung Mariens durch Jesus Christus

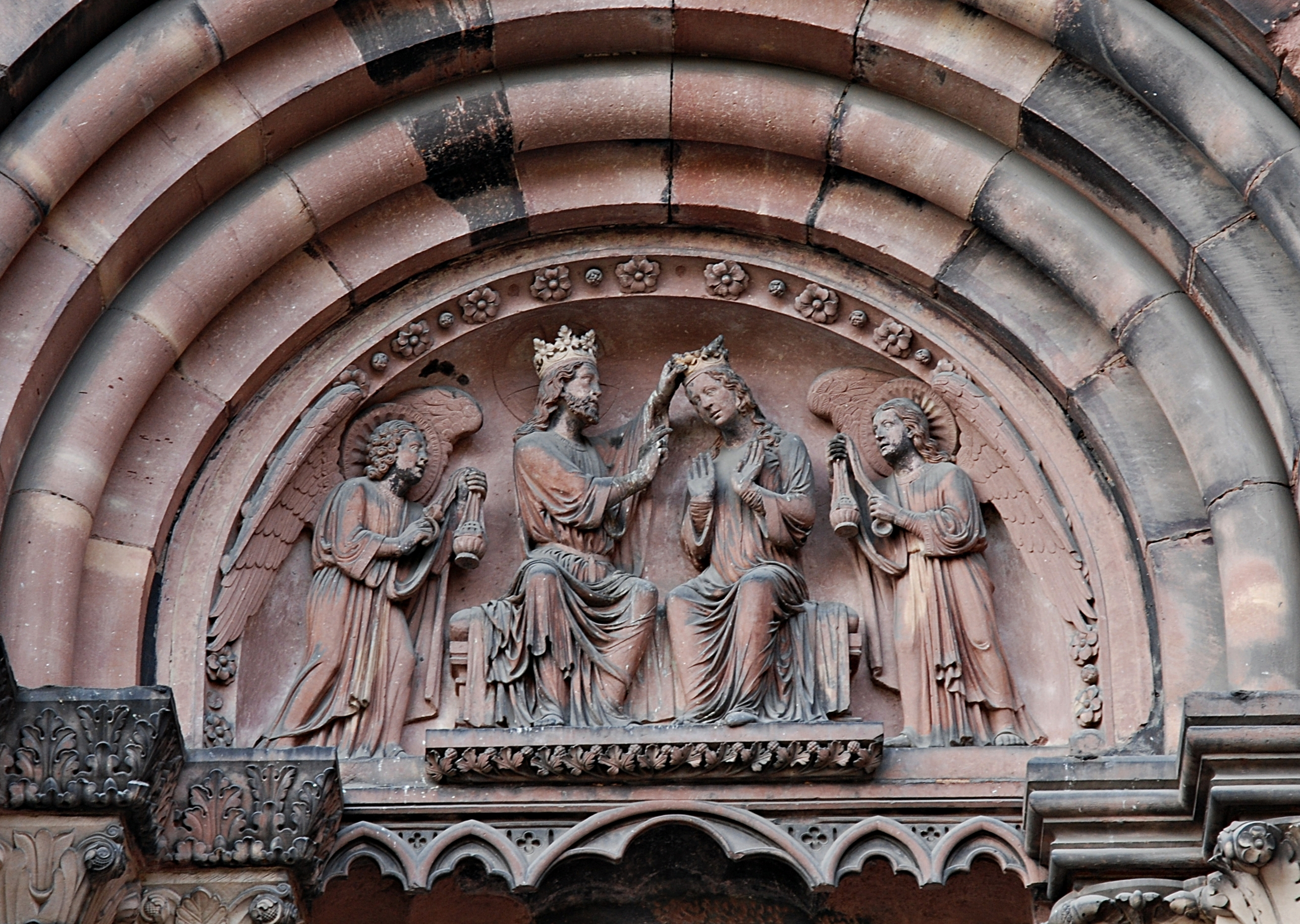
Marienkrönung über dem Südportal des Straßburger Münsters (um 1220)

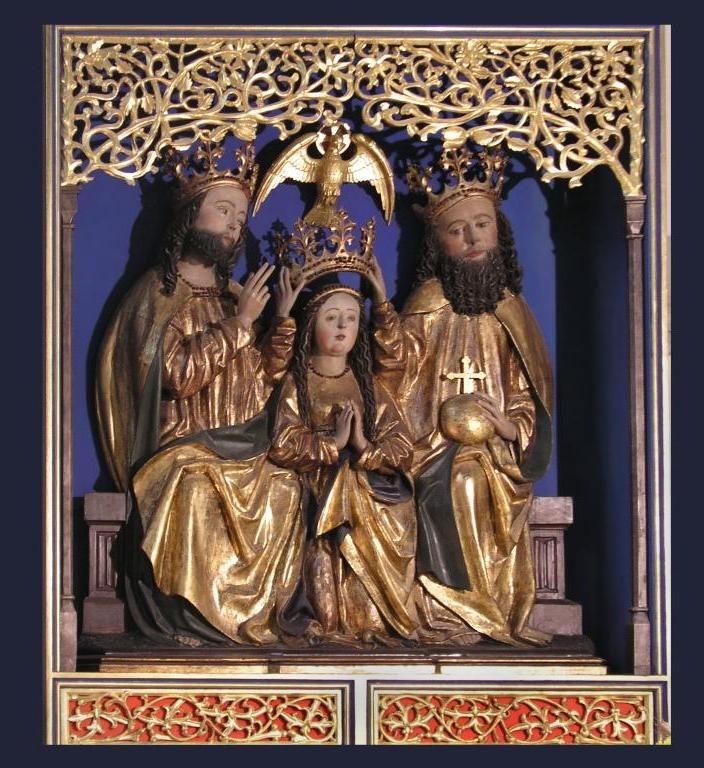
Krönung durch die Dreifaltigkeit, Altenberger Dom (2. Hälfte des 15. Jahrhunderts)

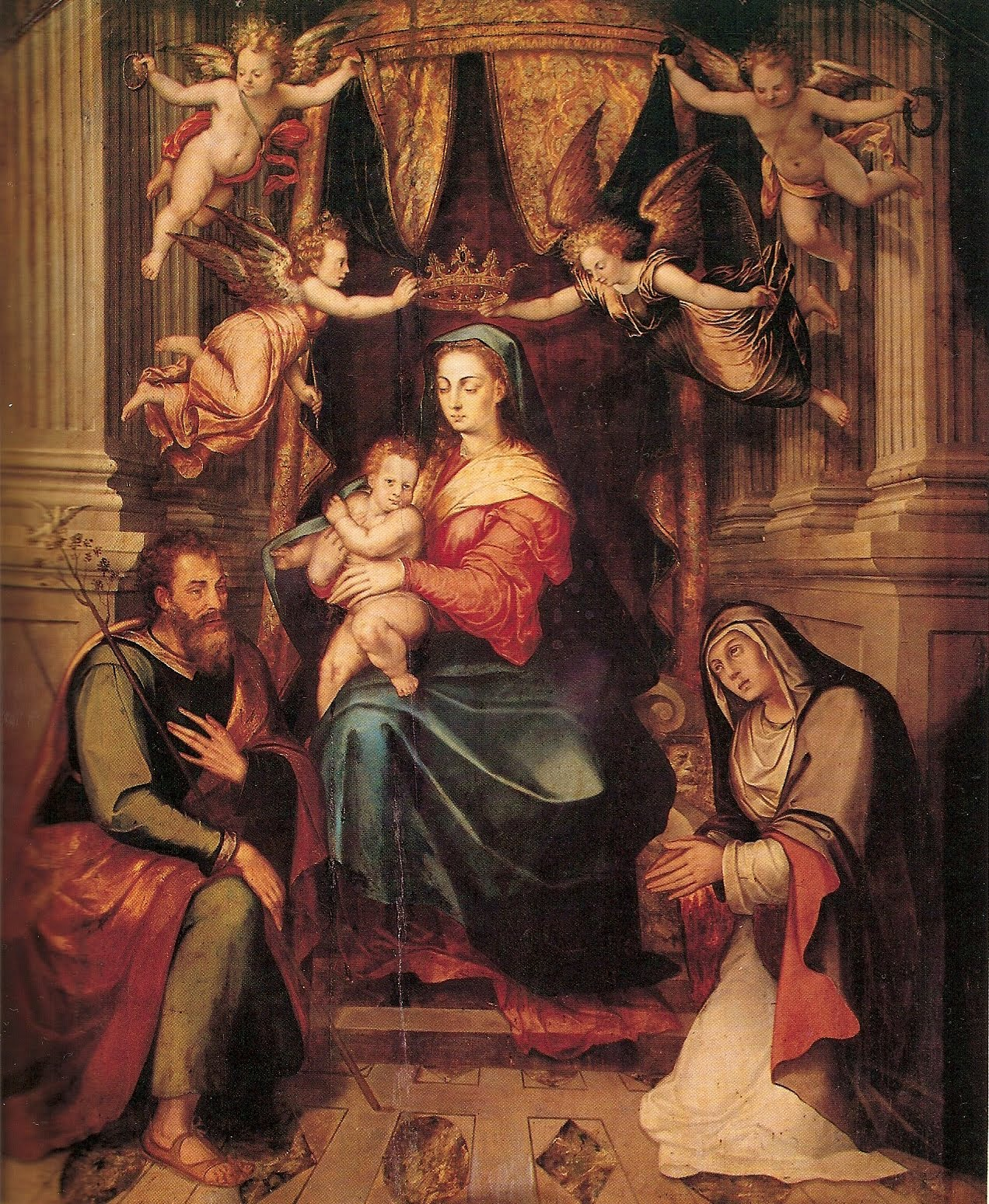
Simon Pereyns – Marienkrönung mit Josef und Anna (gemalt um 1569; verbrannt 1967)

Im Hohen Mittelalter (etwa 1150–1500) wird die Krönung Marias nach folgendem Grundtyp dargestellt:
Maria sitzt (seltener: steht oder kniet) zur Rechten Christi und wird mit einer prächtigen Krone gekrönt. Entweder wird Maria von Christus oder von Engeln gekrönt, oder sie trägt die Krone bereits auf dem Haupt. Oft wird die Krönungsszene von Engeln begleitet. Christus und Maria erscheinen oft gemeinsam auf einem breiten Thron sitzend (σύνθρονοι sýnthronoi, „die gemeinsam Herrschenden“).
Die gültige Formulierung fand das Thema in den Tympana der frühgotischen Kathedralen Frankreichs. Als eines der ersten Beispiele gilt das Portal der Kathedrale von Senlis (um 1160/70/85). Die unter dem Tympanon im Türsturz dargestellten Szenen zeigen den Zusammenhang der Marienkrönung: Links ist der Tod Mariens zu sehen und rechts die Erhebung ihres Leibes aus dem Grab durch die Engel. Die oben anschließende Marienkrönung zeigt also die mit Seele und Leib in den Himmel aufgenommene Muttergottes. Das ikonographische Thema wird auch als „Triumph Mariens“ bezeichnet. In der theologischen Literatur des Mittelalters wird Maria auch als Allegorie der Kirche (lat. Ecclesia) verstanden, so dass auch der Triumph der Kirche mitgedacht ist.
Beispiele für solche Darstellungen sind:
- Tympanon des Westportals der Kathedrale von Senlis (um 1160/70/85)[1]
- Tympanon des Nord-Querhaus-Portals der Kathedrale von Chartres (um 1220)
- Tympanon des Südportals am Straßburger Münster (um 1220) (Maria sitzt hier zur Linken Christi)
- das Tympanon am südlichen Chorportal des Freiburger Münsters (um 1360)
- die Rosette im Märtyrerfenster des Breisacher Münsters (um 1280)
- Tympanon des Nordportals von St-Thibault de Saint-Thibault (um Mitte 13. Jh.)

### Krönung Mariens durch die Dreifaltigkeit
Das späte Mittelalter stellt die Krönung Marias oft nicht durch Christus allein, sondern durch die Dreifaltigkeit dar. Auch der Thron, auf dem Christus und Maria gemeinsam sitzen, verschwindet dann aus der Darstellung. Beispiele sind:
- die Marienkrönung von Hans Baldung Grien auf dem Hochaltar des Freiburger Münsters (um 1520)
- die Marienkrönung  auf dem Hochaltar des Breisacher Münsters (um 1520)
- die Marienkrönung von Michael Pacher auf dem Seitenaltar der Alten Pfarrkirche Gries b. Bozen, Südtirol (um 1470/73)
- der Maria-Krönungs-Altar im Altenberger Dom (zweite Hälfte des 15. Jahrhunderts)

Die Darstellung der Dreifaltigkeit als Figur mit drei Köpfen und zwei Armen (Tricephalus) wurde durch Papst Urban VIII. im Jahr 1628 verboten.

### Krönung Mariens durch Engel
Seit der Spätgotik und der Renaissance gibt es auch Bilder, in denen die Krönung Mariens durch Engel vorgenommen wird.

### Synthronoi
Ab dem Barock tritt die Krönung selbst in der Hintergrund, und Maria wird als – bereits gekrönte – „Königin des Himmels“ (Regina Coeli) oder „Königin der Welt“ (Regina Mundi) dargestellt. Dieses Bildmotiv wird auch als Synthronoi (von griechisch σύνθρονος, gemeinsam thronend) bezeichnet, da Maria und Jesus nebeneinander auf dem Thron sitzen und Maria bereits gekrönt ist.

## Liturgie
Der Krönung Mariens im Himmel entspricht als Abbild und Bekenntnis der Kirche die liturgische Krönung eines Marienbildes.

## Bildergalerie

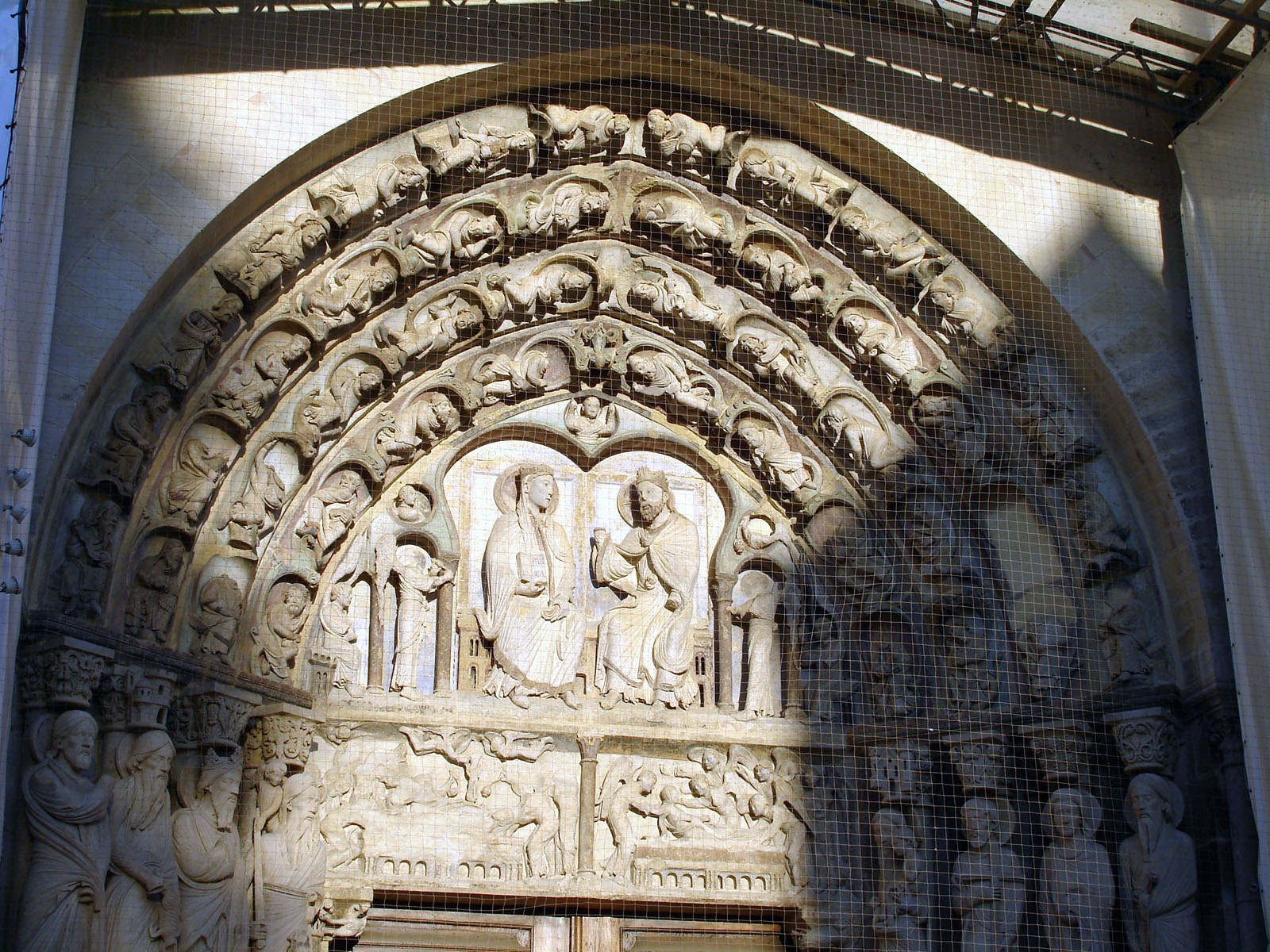
Marienportal von Senlis (um 1170)
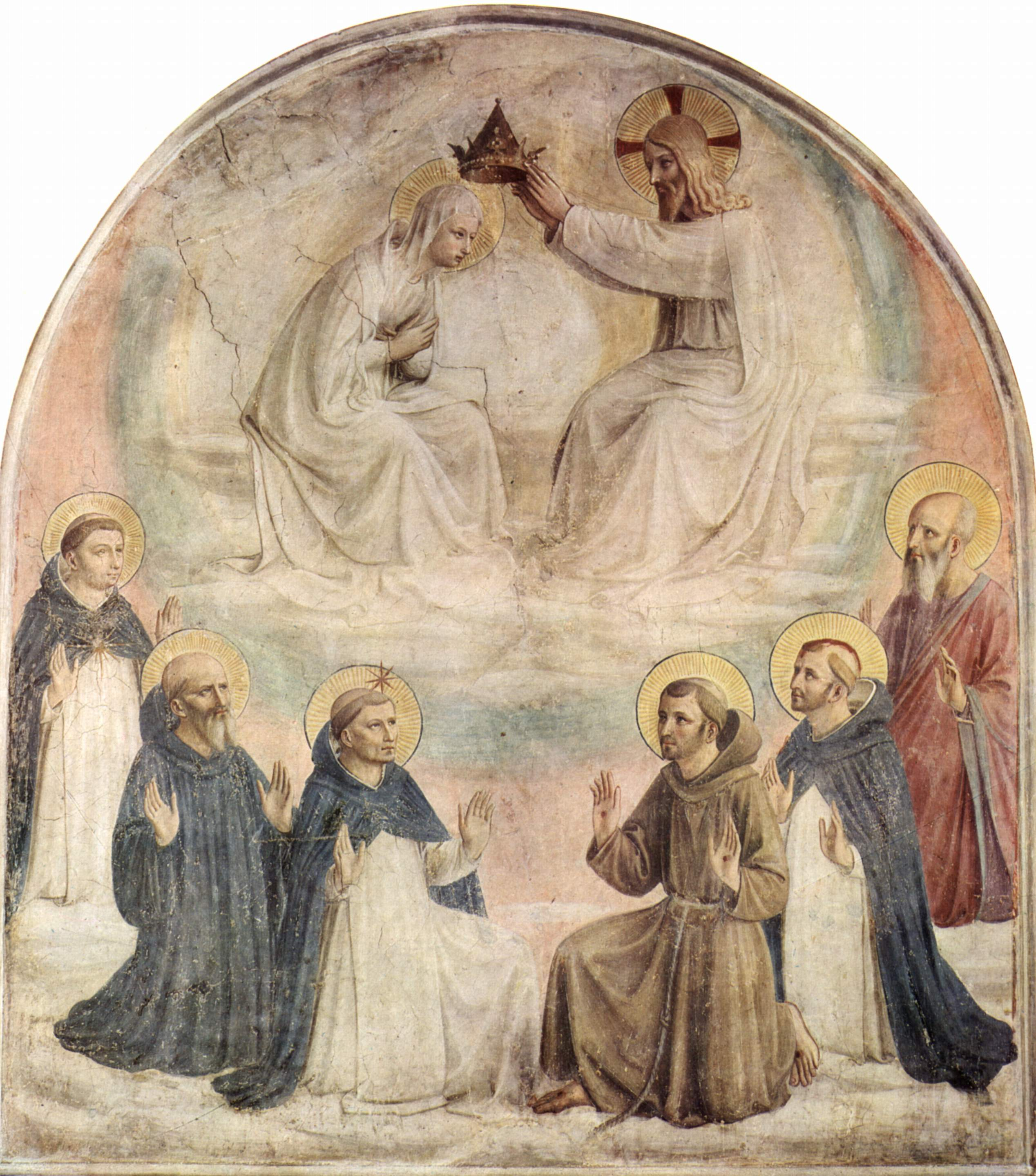
Marienkrönung von Fra Angelico, ca. 1437–1446
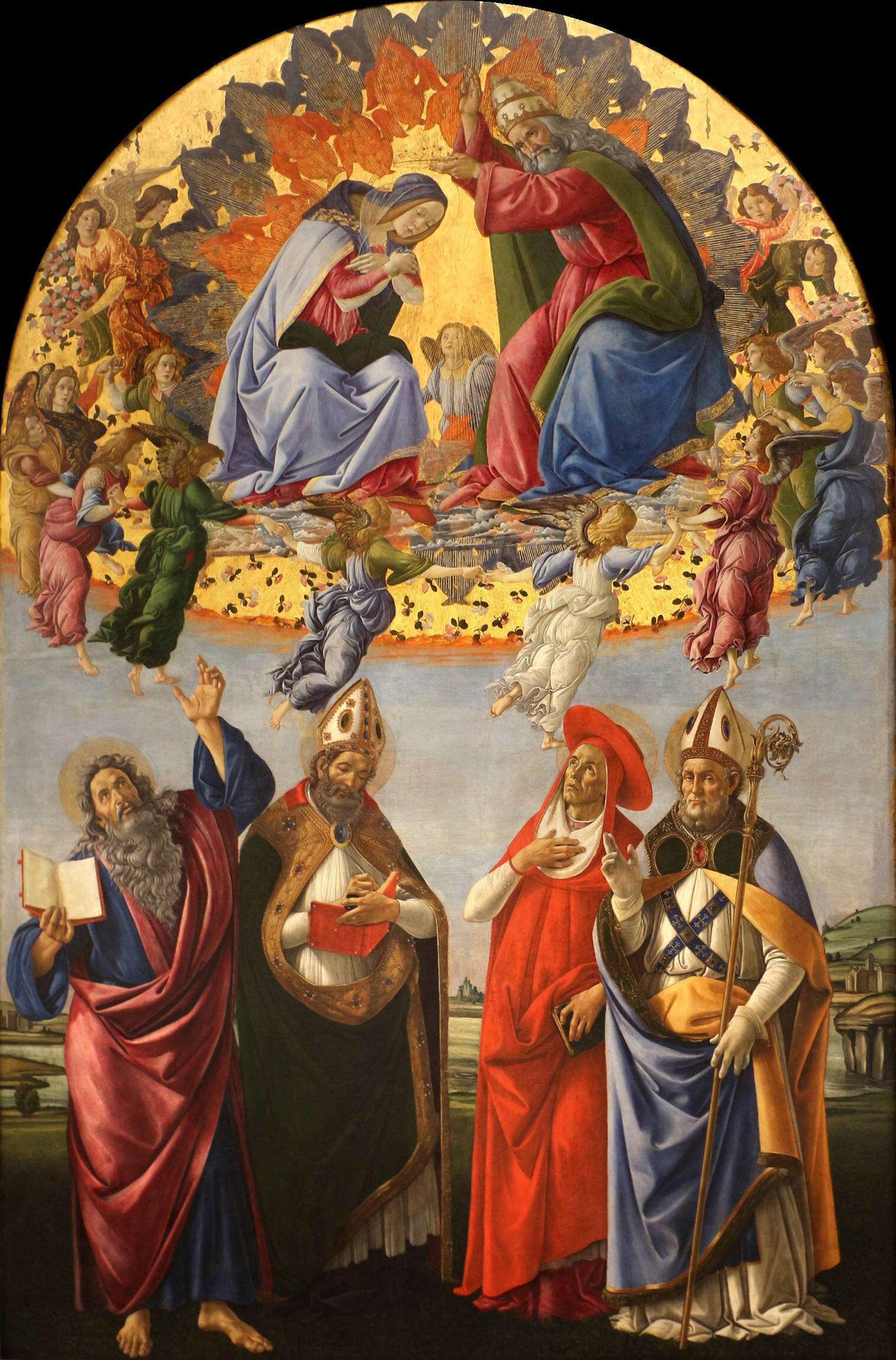
Krönung der Jungfrau, Sandro Botticelli, 1488–1490
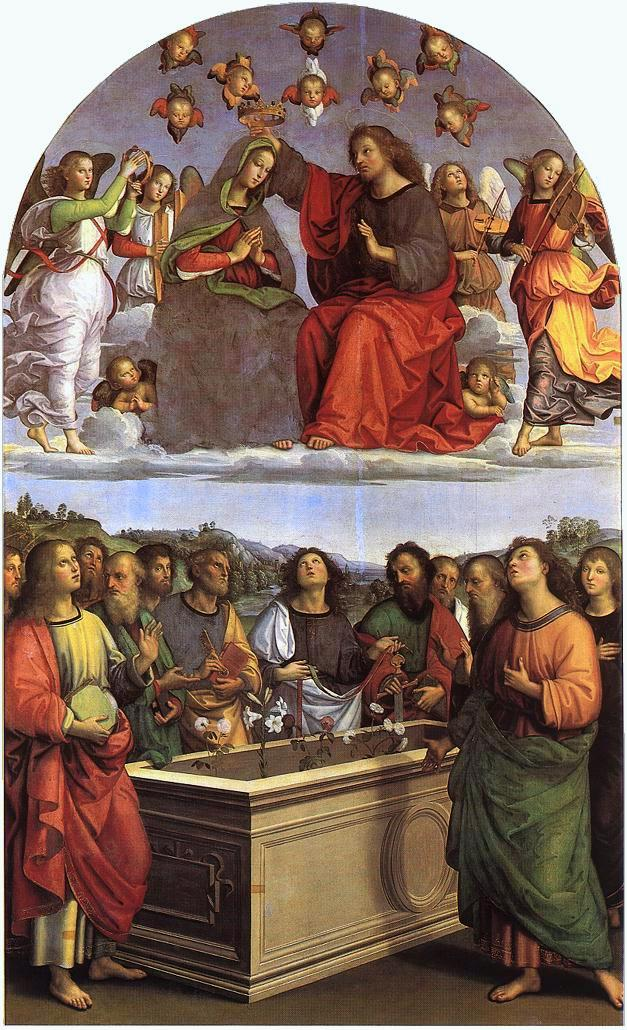
Marienkrönung, Raffael, ca. 1503
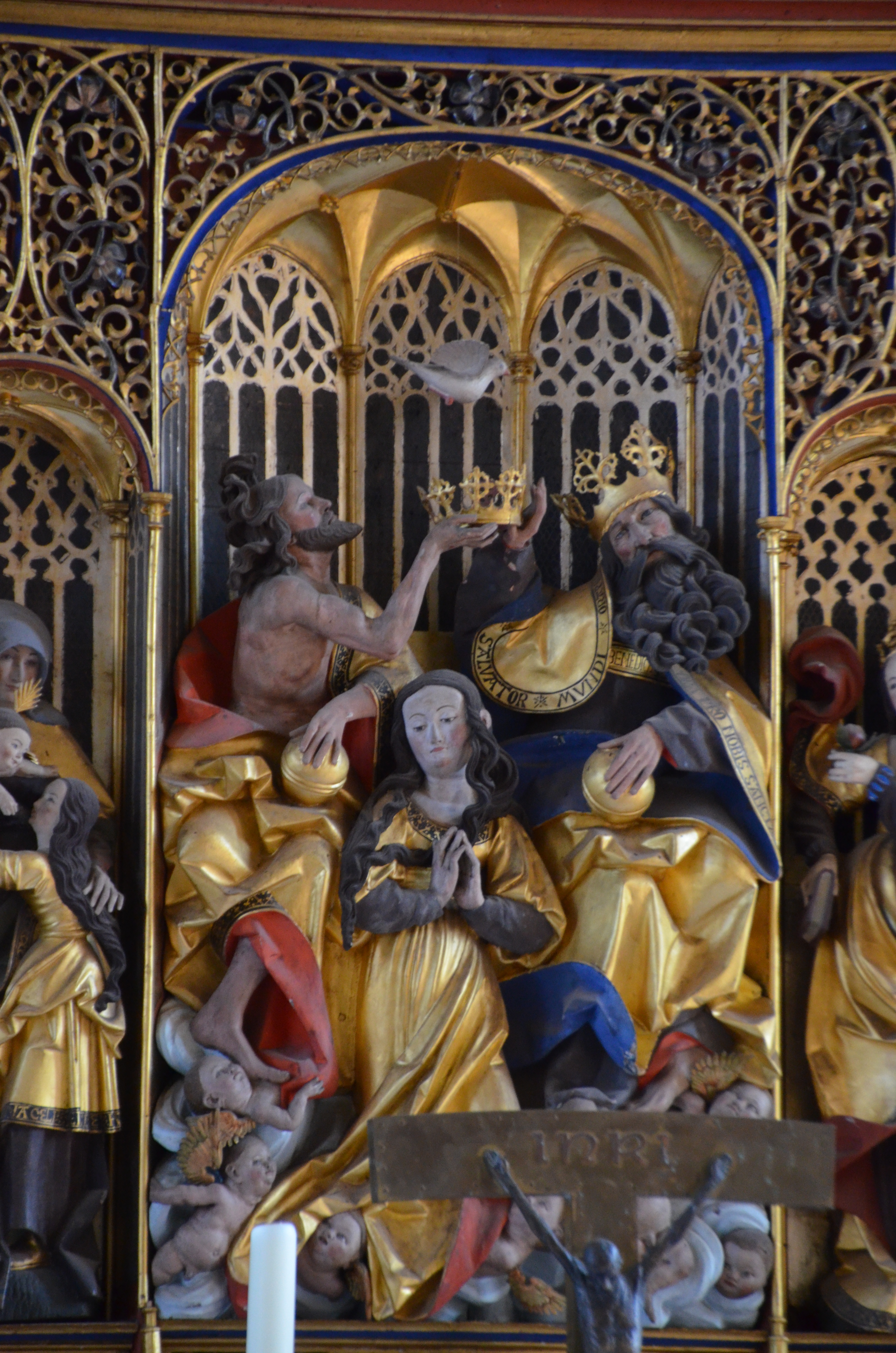
Marienkrönung, Altar der Marienkirche in Wittstock/Dosse, 1535
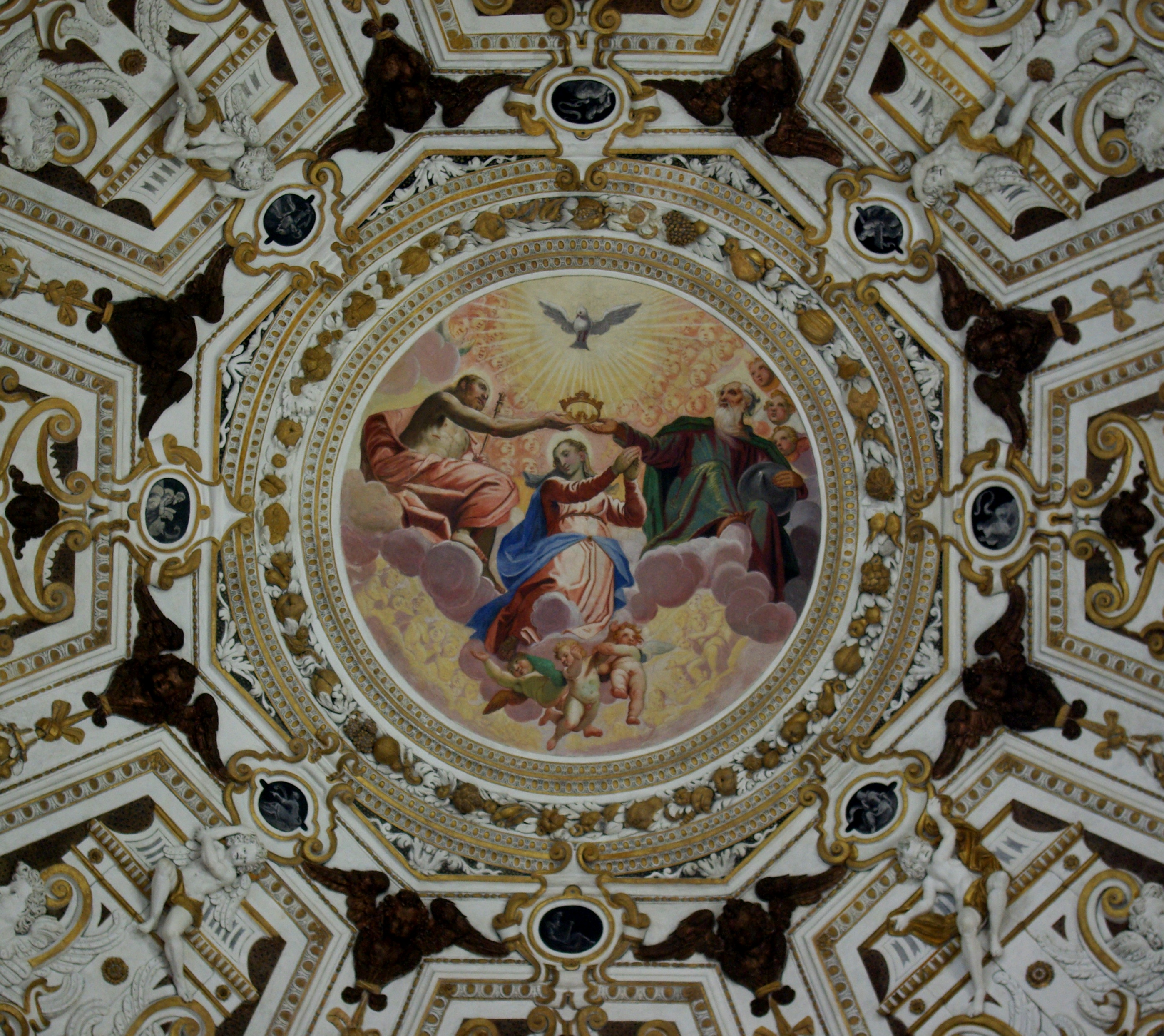
Marienkrönung, Deckenmalerei in der Chiesa dell’Inviolata in Riva del Garda, ca. 1603–1636
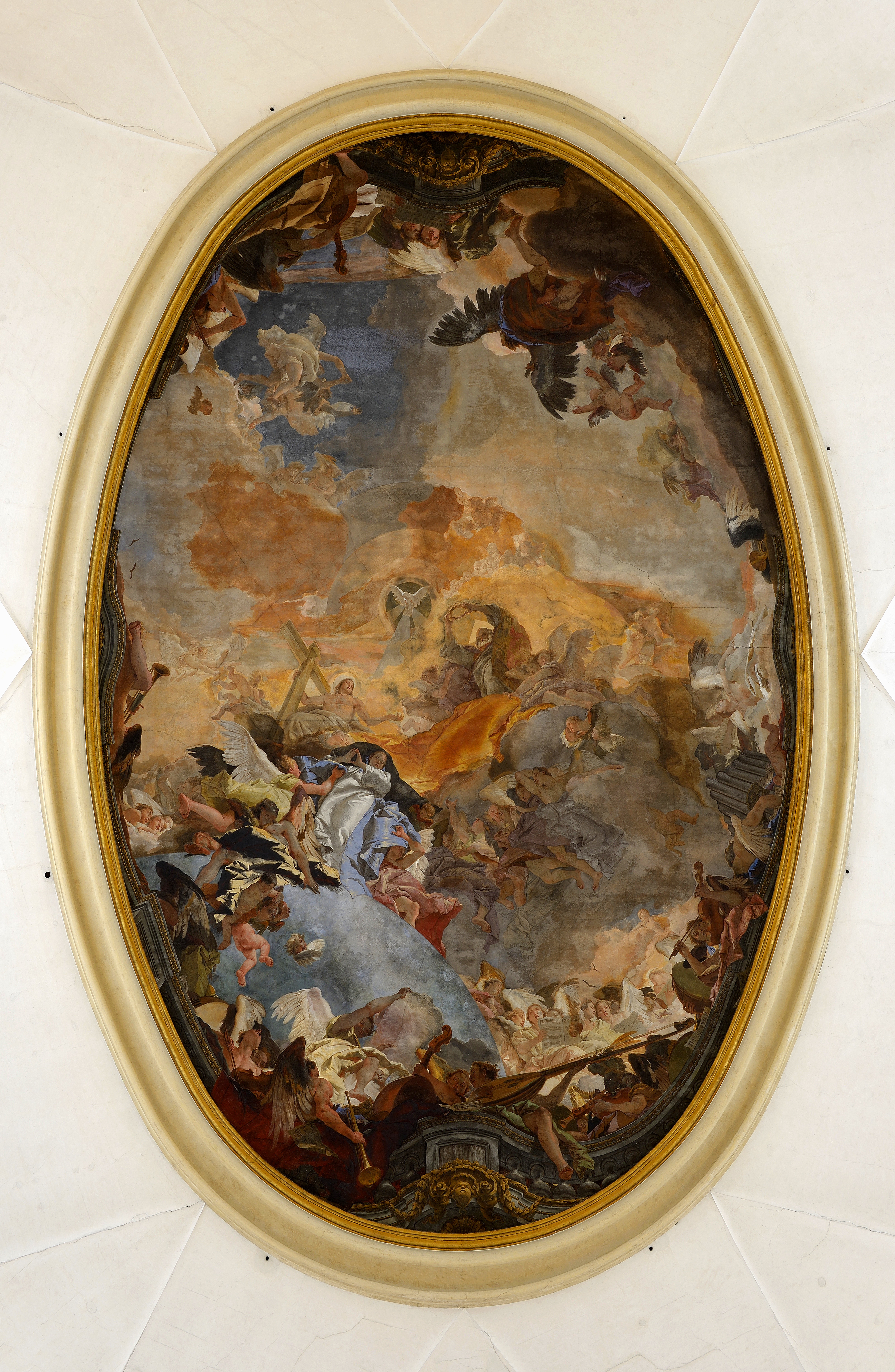
Deckenfresko von Giovanni Battista Tiepolo in der Kirche Santa Maria della Pietà in Venedig
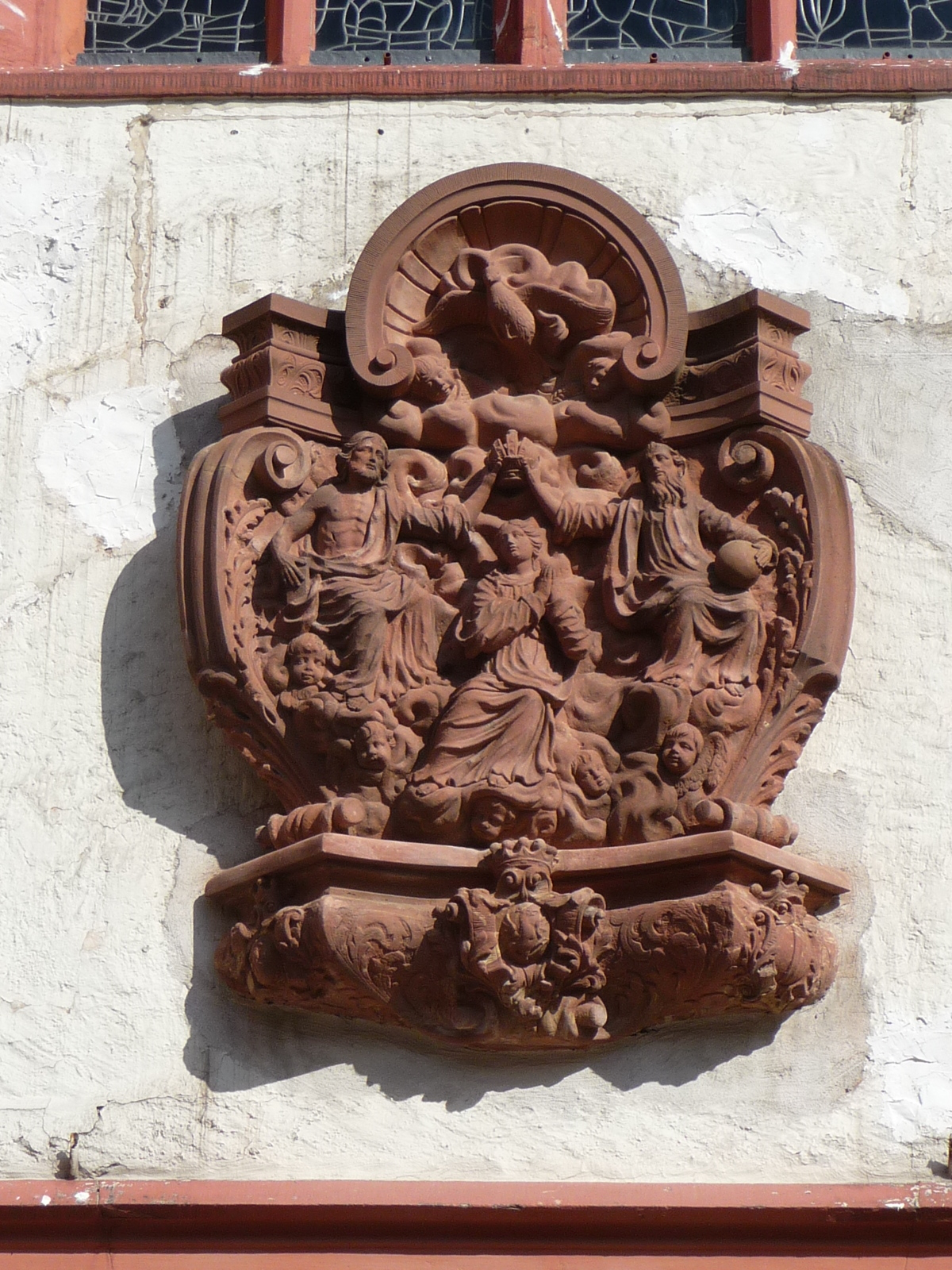
Darstellung der Krönung Mariens über dem Hauptportal der Mainzer Karmelitenkirche
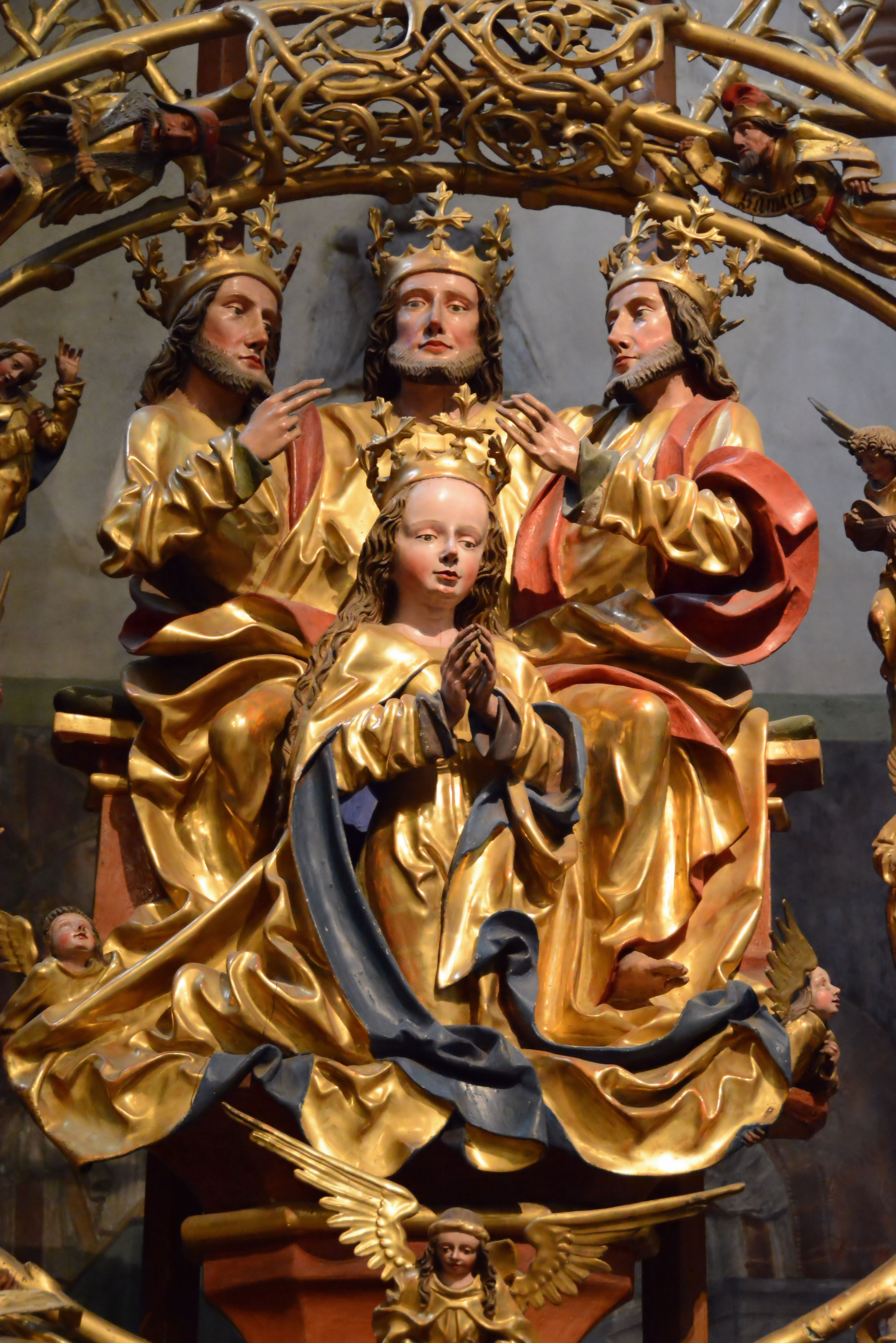
Dreifaltigkeit als Figur mit drei Köpfen und zwei Armen, Basilika Seckau, Bischofskapelle, Mariä-Krönungsaltar (geweiht 1489)
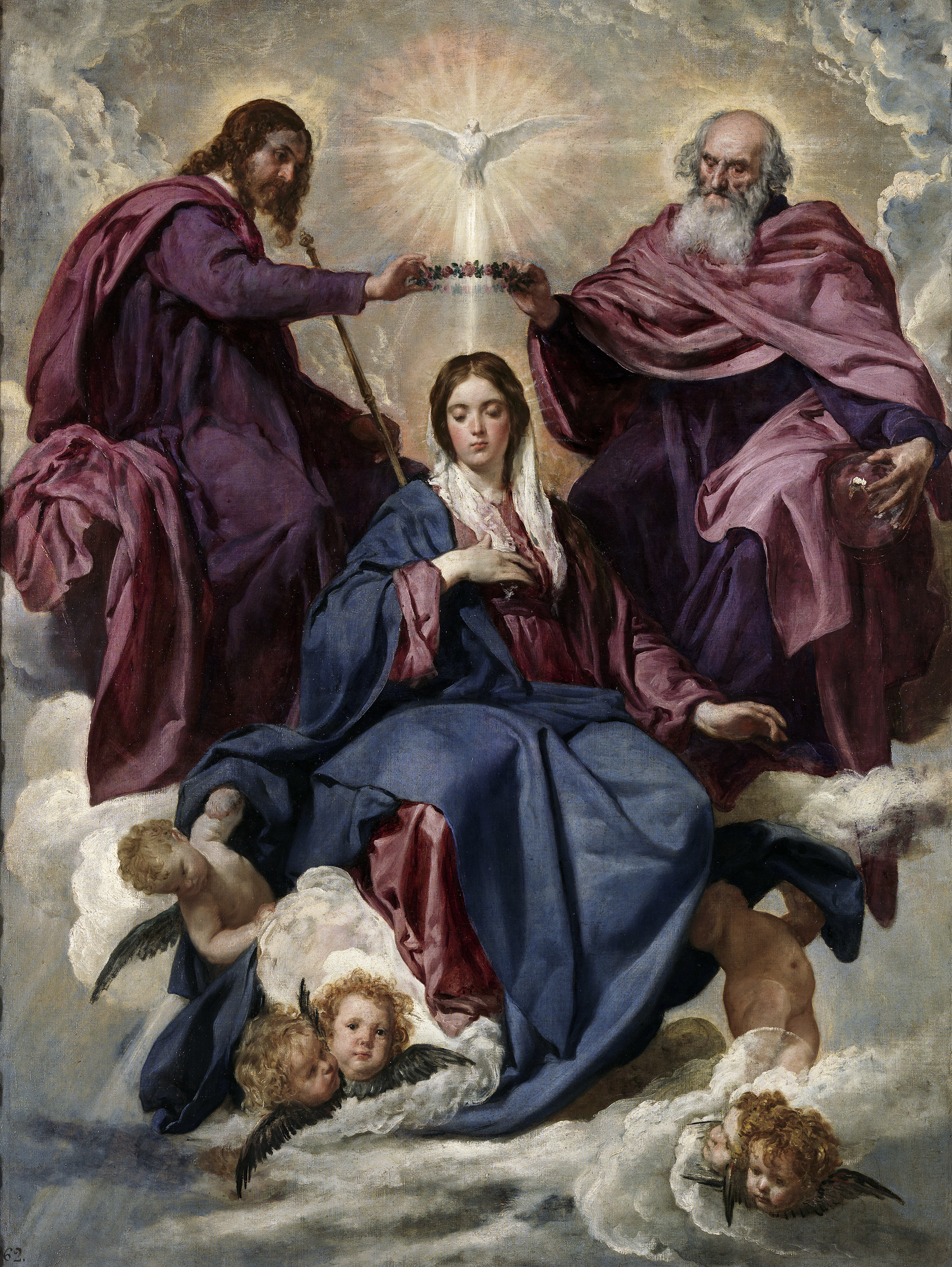
Krönung der Jungfrau von Diego Velázquez, 1635/1636